# Serra de Castellar
La Serra de Castellar és una serra situada majoritàriament en el terme municipal de Sant Martí de Centelles, a la comarca d'Osona, que té el darrer contrafort, al nord-est, en el de Tagamanent, a la comarca del Vallès Oriental.
Assoleix una elevació màxima de 622 metres, i està situat a la dreta del Congost, al sud-est de Sant Pere de Valldaneu i a ponent de la Pedralba, urbanització de Tagamanent on radica la major part de la seva població, i on hi ha la casa de la vila. És al sector sud-oriental del terme de Sant Martí de Centelles i al sud-occidental del de Tagamanent.